# Inmigración alemana en España
La inmigración alemana en España se refiere al asentamiento de ciudadanos de la República Federal de Alemania en territorio perteneciente al Reino de España.
En España hay algo más de 100.000 alemanes empadronados, siendo una población generalmente jubilada que se asienta en regiones cálidas del país mediterráneo aprovechando el poder adquisitivo que le da su pensión en la economía española.

## Antecedentes del flujo migratorio entre Alemania y España
Durante el milagro económico español, hasta 600.000 trabajadores españoles emigraron a la entonces República Federal de Alemania (coloquialmente, Alemania Occidental) gracias al acuerdo de reclutamiento entre la R. F. de Alemania y España. A partir de la Recesión de 1973-1975 provocada por la primera crisis del petróleo, muchos españoles volvieron de Alemania y la emigración laboral hacia este país disminuyó enormemente.
Con la adhesión de España a la UE en 1985 y, más tarde, con la inclusión de Alemania y España en el espacio Schengen (que permite libertad de circulación a los ciudadanos de países miembros de la UE entre otros países miembros), España se convirtió en un destino atractivo para el asentamiento de ciudadanos de países de Europa central y del Norte al presentar una climatología cálida, más amable que la existente en las regiones de origen de este tipo de inmigrantes.
En el caso de los jubilados alemanes, España se convirtió en el país miembro de la UE preferido por sus ciudadanos jubilados como destino al que retirarse en el extranjero, habiendo sido un país generalmente visitado con anterioridad en retiros vacacionales.

## Estadísticas
Gráfica del censo oficial de población alemana residente en España (sólo incluye ciudadanos alemanes con permiso de residencia en España. No incluye inmigrantes ilegales ni nacionalizados):
| Gráfica de evolución de Inmigración alemana en España entre 2000 y 2022 |
|                                                                         |
| Datos del INE a 1 de enero de cada año.                                 |